# Qunli, Chongqing
Qunli (kinesiska: 群力) är en köping i sydvästra Kina. Den ligger i stadsdistriktet Tongnan i storstadsområdet Chongqing, omkring 110 kilometer nordväst om det centrala stadsdistriktet Yuzhong. Antalet invånare är 10 951. Befolkningen består av 5 337 kvinnor och 5 614 män. Barn under 15 år utgör 21,0 %, vuxna 15-64 år 60 %, och äldre över 65 år 17,0 %.